# ポイニーポイン
『ポイニーポイン』 (POINIE'S POIN) は、アルヴィオン開発、ソニー・コンピュータエンタテインメント発売のPlayStation 2専用ゲームソフト。
本作は主人公ポイニーがお菓子で賑わう不思議な町「ジェリータウン」を舞台に様々な冒険を繰り広げる物語であり、町中に浮かぶ、プヨプヨした丸い物体「ポイン」を利用したアクションをゲームの中心に据えている。世界観はジェリービーンズを元にしている。
ポップでキュートなデザインで構成されており、3色のポインを駆使して、広範囲に及ぶマップやボスを攻略していく。
日本版の仕様であるが、英語等を標準にして中国でも発売されており、アジアのゲームショウに出展された。
日本語の他に英語の吹き替えも選択できる。なお、英訳はスラングを多用している（サウスパークの製作者がシナリオの英訳を担当している）

## システム
本項では、副主人公に相当するキャラクターの名前が、アイテムの名前と同じであるため、アイテム名を示す場合のみ、かぎかっこで区切る。
ゲーム内にあるゼリー状の物体「ポイン」は、赤・青・黄色の3種類に分けられており、上に乗って足場にしたり、ぶら下がって移動することもできる。相手にポインを投げつけたり、持ったまま相手に直接ぶつけることによってキャラクターの感情を変化させることができる。また、相手が毒ポインに侵されている場合は、対応する色のポインを投げつけることで治癒できる。
ボス戦は本人へのポインの投げつけだけでなく、周囲のキャラクターにポインをぶつけて援護させるという戦法がとられる。
- ホットポイン

赤いポインでぶつけた相手を怒らせ、イライラさせる効果がある。
- クールポイン

青いポインでぶつけた相手を哀しい感情にさせる効果がある。
- ハッピィポイン

黄色いポインでぶつけた相手を楽しい感情にさせる効果がある。
- エクレア

ジェリータウンに生息する食用生物。食べるとライフが1つ回復する。

## あらすじ
ポイニーは、ジェリータウンにある街頭のテレビを見ている途中に母親とはぐれてしまう。さらに、謎の少女・ロロが混乱をもたらす毒ポインをまいたことで街は混乱に陥ってしまう。
加えて、混乱の収拾に動いていた少女・リリンは、巨大化したロロに追いかけられている時に、ポイニーとマンホールの下に落ちてしまう。リリンは、ポイニーの尻に生きたポインをくっつける。
そして、ポイニーは家に帰るため、冒険を始める。

## 登場人物
ポイニー
プレイヤーキャラクターを務める主人公。5、6歳の能天気な子供を思わせる外見と性格。
ジェリータウンに生息しているエクレア（猫や犬のように存在している）をポイニーが食べると体力が回復する。
ポイン
世にも珍しい生きているポインで、リリンによってポイニーの尻につけられた。口が悪いが、現在の状況や字の読めないポイニーに助言する。
リリン
本作のヒロイン。活発な女の子。
ロロ
サングラスをかけたおかっぱ頭の女の子。世界征服を企んでおり、混乱を巻き起こす毒ポインで街中の人々に災厄をもたらす。
ヘルニャン
ロロのペットの猫で数匹存在する。毒ポインを周囲に撒き散らす。

## 評価
GAME Watchの勝田哲也は、ゲームを進めるためとはいえ、ポイニーが住民たちから利用されているのに気付かず、無邪気に人助けをする様子が少し気の毒だとしつつも、独特のおかしさを感じると評価している。
また、勝田は日本語版におけるキャラクターの会話から独特のユーモアを感じたと述べる一方、英語版は演技が抑えめで違和感を感じたと指摘している。
勝田は、キャラクターの感情を用いて仕掛けを解くというしくみがゲームの進行とともに複雑化する様子に感心しており、ポインをぶつけて相手の感情を変化させるというシステムについても、少し意地悪な快感があり、これもまたアメリカンセンスかもしれないと述べている。